# Бухта Лужина
Бухта Лу́жина — бухта на севере Охотского моря в Тауйской губе между полуостровом Онара с востока и полуостровом Скальным с запада. Вдаётся в материк между мысами Москвитина и Измайлова соответственно.
Названа в честь русского геодезиста и картографа Фёдора Лужина.

## География
Полуостровом Онара отделена от залива Шельтинга. На северном берегу бухты расположены каменные арки. Защищена от северных ветров горами, склоны которых обрываются в море.

## История
В 1850—1860-х годах американские китобойные суда обследовали бухту в поисках гренландских китов. Из-за полукруглой формы они называли её Подковой. В 1860 году 406-тонный барк «Элис Фрейзер» из Нью-Бедфорда попытался перезимовать в бухте, однако в декабре лёд разорвал его якорную цепь и барк унесло в море, вынудив экипаж зимовать у местных жителей.